# Derek and the Dominos
Derek and the Dominos byla anglicko-americká blues rocková skupina, kterou na jaře roku 1970 založili zpěvák a kytarista Eric Clapton, klávesista a zpěvák Bobby Whitlock, baskytarista Carl Radle a bubeník Jim Gordon. Všichni čtyři členové předtím spolu hráli v Delaney & Bonnie and Friends, během i po Claptonově krátkém působení u Blind Faith. Dave Mason hrál sólovou kytaru na začátku nahrávání ve studiu a hrál na jejich prvním živém koncertu. Dalším účastníkem jejich prvního setkání jako kapely byl George Harrison. Nahrávání jeho alba All Things Must Pass poznamenalo vznik Derek and the Dominos.
Jedinou studiovou nahrávku skupiny, Layla and Other Assorted Love Songs, produkoval Tom Dowd. Album také obsahuje rozsáhlé příspěvky na sólovou a slide kytaru od Duane Allmana. Dvojalbum Layla se silnému prodeji ani širokému rozhlasovému vysílání okamžitě netěšilo, ale získalo uznání kritiky. Ačkoli vyšlo v roce 1970, až v březnu 1972 se singl alba „Layla“ (příběh o neopětované lásce inspirovaný Claptonovou zamilovaností do manželky jeho přítele George Harrisona, Pattie Boyd) dostal do první desítky jak ve Spojených státech, tak ve Spojeném království. Album je mnohdy považováno za určující úspěch Claptonovy kariéry.

## Členové skupiny

### Oficiální členové
- Eric Clapton – vokály, kytary (1970–1971)
- Bobby Whitlock – klávesy, vokály (1970–1971)
- Carl Radle – baskytara (1970–1971)
- Jim Gordon – bicí, perkuse (1970–1971)

### Příležitostní členové
- Dave Mason – kytara (1970)
- Duane Allman – kytara (1970)

## Diskografie

### Alba
- 1970 – Layla and Other Assorted Love Songs
- 1973 – In Concert
- 1990 – The Layla Sessions: 20th Anniversary Edition
- 1994 – Live at the Fillmore